# Dänische Kronjuwelen

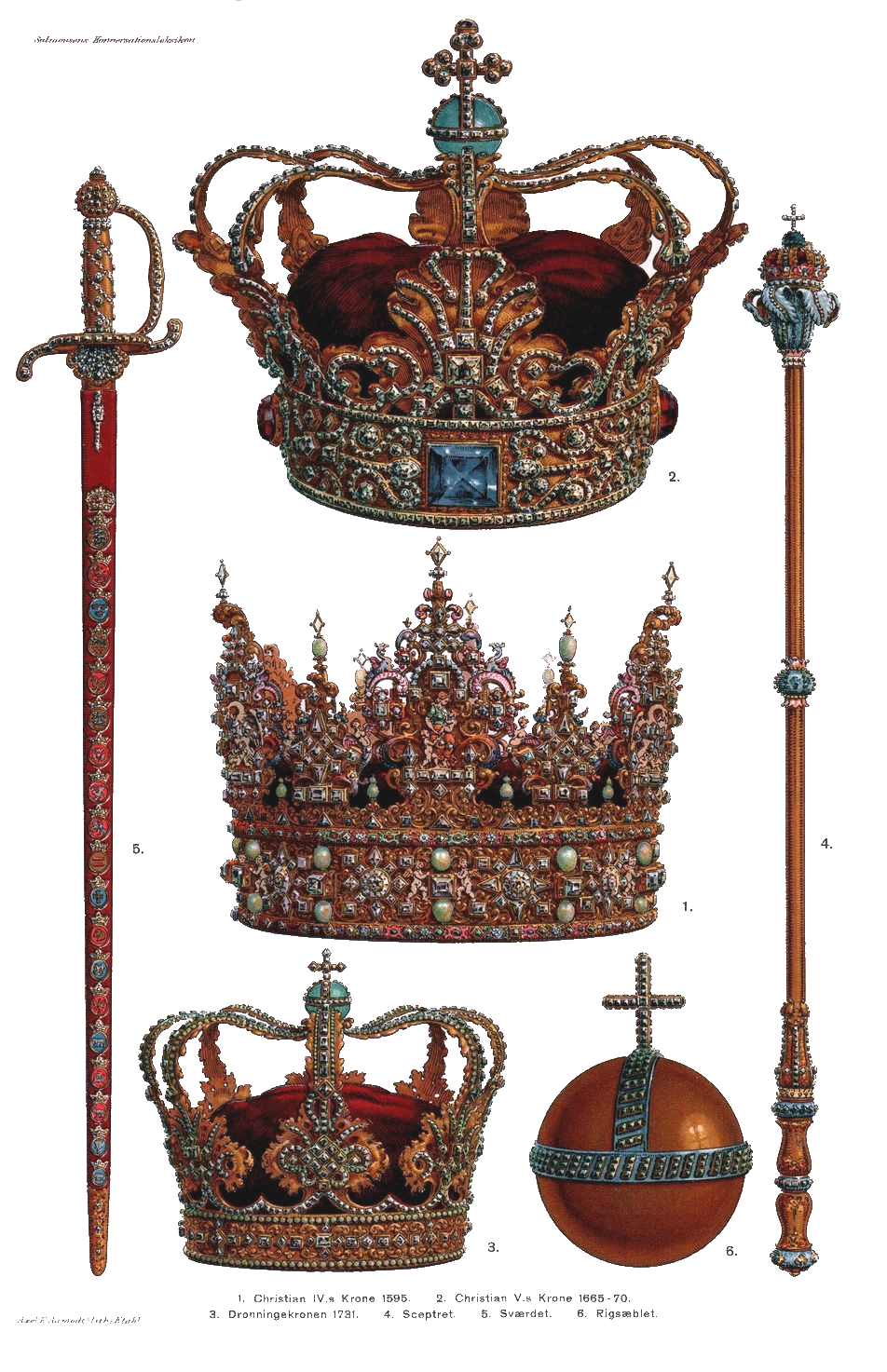
Die dänischen Kronjuwelen: 1. (Bildmitte) Krone Christians IV. von 1595/96, 2. (oben) Krone Christians V., 1670/71, 3. (unten links) Königinnenkrone, 1731, 4. Reichszepter, 1648, 5. Krönungsdegen Friedrichs III., 1643, 6. Reichsapfel, 1648.

Die dänischen Kronjuwelen sind die Symbole der dänischen Monarchie. 

## Gegenstände
Die dänischen Kronjuwelen bestehen zum einen aus den Regalien, einer Krone, dem Zepter als Symbol geistlicher und dem Reichsapfel als dem Symbol weltlicher Autorität, dem Staatsschwert und der Ampulla, aus der das Öl für die königliche Salbung gegossen wird. Neben den Regalien umfassen die dänischen Kronjuwelen weiteren Schmuck, etwa den Diamanten Christians IV., perlen- und goldverzierte Sättel, Elfenbeinschnitzereien, Kristalle und Edelsteine sowie Broschen in Form fantastischer Tiere. Das älteste Stück ist das Schwert König Christian III. von 1551.
Die dänischen Kronjuwelen werden in der Schatzkammer im Kopenhagener Schloss Rosenborg aufbewahrt.

## Geschichte
Ursprünglich trugen die Wahlkönige die Regalien zu ihrer Krönung, als Geistliche und Adel die Krone auf dem Kopf des Königs platzierten. Mit der Einführung des Absolutismus 1660 wurde der Krönungsakt durch eine Salbung ersetzt: Der König trug die Krone bereits, wenn er die Kirche betrat, und wurde durch die Salbung geweiht. Für die Salbung Christians V. wurde eine neue Krone (die sogenannte Absolute Krone) und ein Thron aus Narwal-Zähnen angefertigt.
Die Verfassung von 1849 machte Krönung und Salbung des Monarchen obsolet. Seitdem kommt von den Regalien einzig noch die Krone zum Einsatz, wenn am königlichen castrum doloris die Krone auf den Sarg aufgesetzt wird.

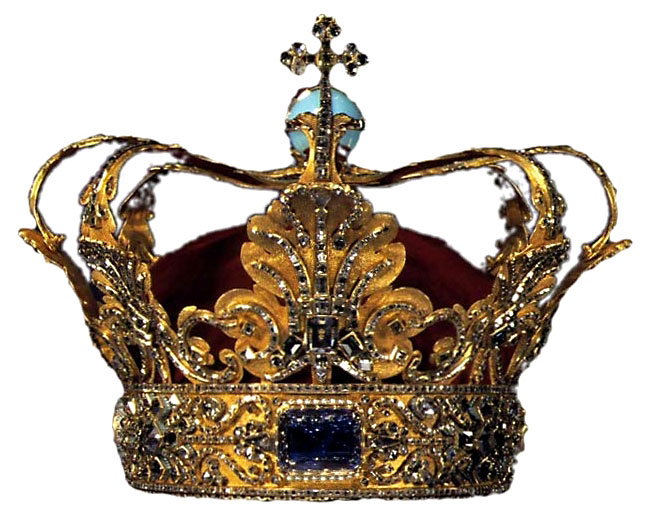
Krone Christians V.
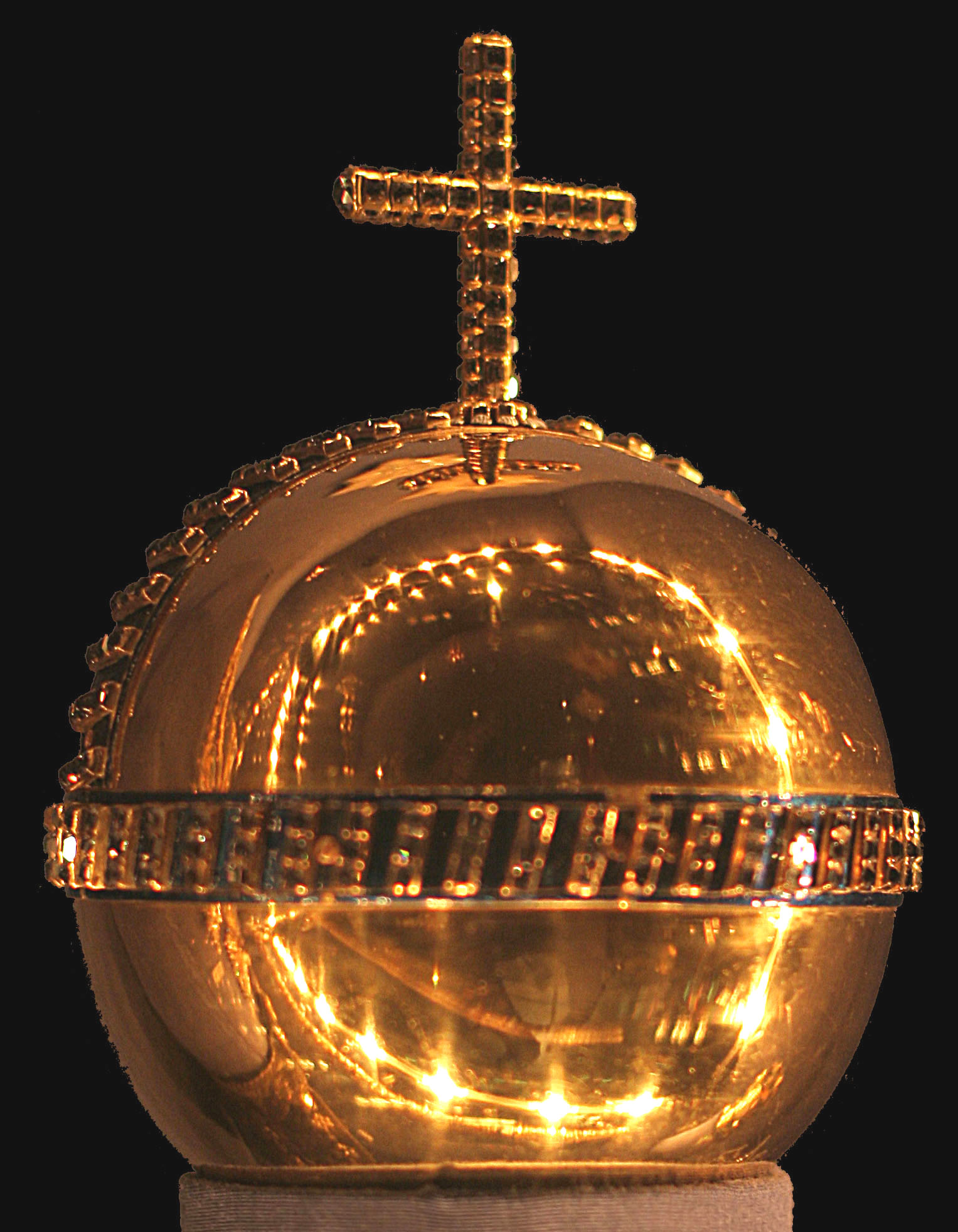
Dänischer Reichsapfel

## Weblink
- Die dänischen Königskronen und Herrschersymbole in der Schatzkammer von Schloss Rosenborg